# キラン・マクドナルド
キラン・マクドナルド（Kiran McDonald、1994年1月11日 - ）は、スコットランド出身のラグビーユニオン選手。ジャパンラグビーリーグワンの花園近鉄ライナーズに所属している。

## 経歴
アマチュア時代は、グラスゴー・アカデミカルズ、グラスゴー・ホークス、ハルRUFC、カリーRFCでプレー。 
2012年、イギリス空軍士官候補生として、優秀賞クライギー・トロフィーを受賞。
2015年、グラスゴー・ウォリアーズに加入。2017年11月26日、プロ14のオスプリーズ戦で先発出場し、7トライを挙げる公式戦デビューを果たした。
2021年夏、スコットランド代表に招集されたが出場機会は無かった。2022年11月にバーバリアンズに選ばれ2試合出場した。
2022–23シーズンを前に、イングランドのワスプスに移籍したが、経営破綻したため、2022年10月17日に他の選手やコーチと共に解雇された。 
2022年10月、アイルランドのマンスターに3か月契約で加入。
2023年から、イングランドのニューカッスル・ファルコンズに2年契約で加入した。
2025年7月、ジャパンラグビーリーグワンの花園近鉄ライナーズへの入団を発表した。